# Christine Witty
Christine Witty, född den 23 juni 1975 i West Allis, Wisconsin, är en amerikansk skridskoåkare.
Hon tog OS-silver på damernas 1 000 meter och även OS-brons på damernas 1 500 meter i samband med de olympiska skridskotävlingarna 1998 i Nagano.
Hon tog OS-guld på damernas 1 000 meter i samband med de olympiska skridskotävlingarna 2002 i Salt Lake City.